# Della Faille de Waerloos
Della Faille de Waerloos was een tak van de uitgebreide Zuid-Nederlandse familie della Faille. Ze hebben een eigen kasteel Groeningenhof gelegen in Kontich

## Geschiedenis
De eerste della Faille de Waerloos was Jan della Faille de Jongere (ca. 1542-1618), kwam in het bezit van de heerlijkheid Waarloos bij Kontich en werd de stamvader van de familie della Faille de Waerloos.
Melchior della Faille (1655-1741), was heer van Waarloos in de achttiende eeuw. Onder het ancien régime waren zijn afstammelingen:
- Alexandre della Faille (1686-1758).
  - Jean-Baptiste della Faille (1735-1820), die in 1759 trouwde met Jeanne della Faille de Leverghem (1733-1776).

Dit laatste echtpaar had verschillende zoons: 
- François-Jean-Baptiste Alexandre della Faille, die in 1816 erkenning verkreeg in de erfelijke adel en benoeming in de Ridderschap van de provincie Antwerpen. Hij legde wel de vereiste eed af en zetelde in de Antwerpse Ridderschap. Hij weigerde echter, ondanks herinneringen in 1819 en 1823, de nodige 'akte van bewijs' te produceren. Uiteindelijk werd de erkenning ingetrokken. Hij had vrouwelijke afstamming, uitgedoofd in 1876.
- Charles Antoine Marie Hyacinthe della Faille, broer van de voorgaande, werd eveneens in 1816 in de erfelijke adel erkend en benoemd in de Ridderschap van Antwerpen, maar hij legde geen akte van bewijs voor en lichtte evenmin open brieven, zodat de erkenning bij zijn overlijden in 1818 zonder gevolg bleef.
- Jacques della Faille (1770-1846), derde broer, trouwde met Petronilla Auvray (1770-1835). Hij lijkt niet eens voor erkenning in aanmerking te zijn genomen noch er om gevraagd te hebben. Het belet niet dat hij adellijk leefde. In 1830 kwam hij in het bezit van het kasteel Groeningen in Kontich, dat anno 2015 nog steeds aan zijn afstammelingen behoorde en door hen wordt bewoond. 
  - Een zoon van hem was Edouard della Faille (1799-1870), die trouwde met Julie della Faille (1800-1866). Hun zoon, René, nam de draad met de adellijke status weer op. 
    - René Jacques della Faille de Waerloos (Antwerpen, 6 mei 1830 - 21 januari 1902) leek aanvankelijk nogal verwijderd van de adel. Zijn naam was Dellafaille. Het vereiste een rechterlijke uitspraak in 1888 om er weer della Faille van te maken en een andere in 1891 om er de Waerloos aan toe te voegen. In 1889 verkreeg hij erkenning in de erfelijke adel. Hij trouwde in 1862 met Marie Geelhand (1842-1922), van wie de moeder een della Faille de Leverghem was. Ze hadden negen kinderen, van wie slechts een voor mannelijke opvolging zorgde.
      - Paul della Faille de Waerloos (1868-1959) trouwde met Marie van Havre (1869-1945) en ze kregen zeven kinderen van wie er twee voor mannelijke opvolging zorgden. Paul was voorzitter van de vastgoedvennootschap Extensa en voorzitter van de familievereniging 'della Faille'.
        - Raoul della Faille de Waerloos (1896-1940) trouwde met Gerardine t'Kint de Roodenbeke (1903-1999). Ze hadden een dochter, Nicole, die kloosterzuster werd, en een zoon Jean-Marie die stierf (sneuvelde?) in Rusland op 23 juni 1942.
        - Jacques della Faille de Waerloos (1898-1954) trouwde in 1923 met Edith Holvoet (1909-1983) die allebei politiek gevangenen waren tijdens de Tweede Wereldoorlog. Hij was afgevaardigd bestuurder van de baksteenfabriek van Kapittel-Niel.
          - René Marie Frédégand della Faille de Waerloos (22/04/1928 - 10/7/2023) trouwde in 1986 met Inès Walravens (1938-2019). Hij was doctor in de rechten, ridder van de Orde van Malta, bestuurder van de Vereniging van Belgische adel, afgevaardigd bestuurder van de steenbakkerij Kapittel-Niel, voorzitter van het Sociaal Fonds voor de steenbakkerijen, voorzitter van de Antwerpse Vereniging Romeinse Archeologie (AVRA), bestuurder van Anhyp en voorzitter van de Koninklijke Maatschappij voor Dierkunde Antwerpen (KMDA). In 1986 verkreeg hij de persoonlijke titel burggraaf. Het huwelijk bleef kinderloos en hierdoor is deze oudste familietak, bij het overlijden van burggraaf della Faille, uitgedoofd. Hij was erelid van meerdere verenigingen, waaronder Koninklijke harmonie vrede en vermaak van Kontich.